# سوني للترفيه الموسيقي اليابانية

شعار سوني ميوزك جابان

سوني للترفيه الموسيقي (باليابانية: 株式会社 ソニー ミュージック エンタテインメント) ، وغالبا ما يختصر SMEJ والمعروفة أيضا باسم سوني ميوزيك اليابان لفترة قصيرة)، وهي ذراع مجموعة سوني للموسيقى في اليابان. وهي مملوكة مباشرة من قبل شركة سوني ومستقلة مقرها في الولايات المتحدة وتعتبر من أقوى شركات الموسيقى اليابانية.تنتج الكثير من أغاني ألانيمي أنشئت في يناير 1997 باعتبارها أصبحت في عام 2001 شركة فرعية مملوكة بالكامل لشركة سوني اليابانية ترفيه موسيقى.

## وصلات خارجية
- Sony Music Entertainment (Japan) Inc. official website
- sme.co.jp - Corporate website
- قناة سوني للترفيه الموسيقي اليابانية  على يوتيوب